# Wielka Honorowa Nagroda Sportowa
Wielka Honorowa Nagroda Sportowa – wyróżnienie przyznawane w latach 1927–1938 przez Państwowy Urząd Wychowania Fizycznego i Przysposobienia Wojskowego za największe osiągnięcie sportowe w danym roku, a reaktywowane od 2009 przez Polski Komitet Olimpijski (także dla trenerów i drużyn). Od 2010 Nagroda nosi imię tragicznie zmarłego w katastrofie lotniczej pod Smoleńskiem prezesa PKOl Piotra Nurowskiego.

## Lista laureatów w II Rzeczypospolitej
| Rok  | Imię i nazwisko        | Dyscyplina    | Źródło      |
| ---- | ---------------------- | ------------- | ----------- |
| 1927 | Halina Konopacka       | lekkoatletyka | [ 1 ]       |
| 1928 | Halina Konopacka       | lekkoatletyka | [ 1 ]       |
| 1929 | Stanisław Petkiewicz   | lekkoatletyka | [ 1 ]       |
| 1930 | Henryk Budziński       | wioślarstwo   | [ 1 ] [ 2 ] |
| 1930 | Jan Mikołajczak        | wioślarstwo   | [ 1 ]       |
| 1931 | Janusz Kusociński      | lekkoatletyka | [ 1 ]       |
| 1932 | Stanisława Walasiewicz | lekkoatletyka | [ 1 ]       |
| 1933 | Stanisława Walasiewicz | lekkoatletyka | [ 3 ] [ 1 ] |
| 1934 | Jadwiga Wajsówna       | lekkoatletyka | [ 1 ]       |
| 1935 | Roger Verey            | wioślarstwo   | [ 4 ] [ 1 ] |
| 1936 | Jadwiga Wajsówna       | lekkoatletyka | [ 1 ]       |
| 1937 | Jadwiga Jędrzejowska   | tenis ziemny  | [ 1 ]       |
| 1938 | Stanisław Marusarz     | narciarstwo   | [ 1 ]       |

## Lista laureatów w III Rzeczypospolitej
| Rok  | Imię i nazwisko                                                                                 | Dyscyplina          | Źródło |
| ---- | ----------------------------------------------------------------------------------------------- | ------------------- | ------ |
| 2009 | Justyna Kowalczyk                                                                               | narciarstwo         |        |
| 2009 | Anita Włodarczyk                                                                                | lekkoatletyka       |        |
| 2009 | Aleksander Wojciechowski                                                                        | wioślarstwo         |        |
| 2009 | reprezentacja mężczyzn w piłce ręcznej                                                          | piłka ręczna        |        |
| 2010 | Justyna Kowalczyk                                                                               | narciarstwo         |        |
| 2010 | Aleksander Wierietielny                                                                         | narciarstwo         |        |
| 2010 | Katarzyna Bachleda-Curuś, Katarzyna Woźniak, Luiza Złotkowska                                   | łyżwiarstwo szybkie |        |
| 2011 | Paweł Wojciechowski                                                                             | lekkoatletyka       |        |
| 2011 | Włodzimierz Michalski                                                                           | lekkoatletyka       |        |
| 2011 | reprezentacja mężczyzn w siatkówce                                                              | siatkówka           |        |
| 2012 | Tomasz Majewski                                                                                 | lekkoatletyka       |        |
| 2012 | Adrian Zieliński                                                                                | lekkoatletyka       |        |
| 2012 | Henryk Olszewski                                                                                | lekkoatletyka       |        |
| 2012 | Natalia Czerwonka, Katarzyna Woźniak, Luiza Złotkowska                                          | łyżwiarstwo szybkie |        |
| 2013 | Paweł Fajdek                                                                                    | lekkoatletyka       |        |
| 2013 | Sebastian Kawa                                                                                  | szybownictwo        |        |
| 2013 | Czesław Cybulski                                                                                | lekkoatletyka       |        |
| 2013 | reprezentacja kobiet w piłce ręcznej                                                            | piłka ręczna        |        |
| 2014 | Zbigniew Bródka                                                                                 | łyżwiarstwo szybkie |        |
| 2014 | Justyna Kowalczyk                                                                               | narciarstwo         |        |
| 2014 | Kamil Stoch                                                                                     | narciarstwo         |        |
| 2014 | Michał Kwiatkowski                                                                              | kolarstwo           |        |
| 2014 | Anita Włodarczyk                                                                                | lekkoatletyka       |        |
| 2014 | Wiesław Kmiecik                                                                                 | łyżwiarstwo szybkie |        |
| 2014 | reprezentacja mężczyzn w siatkówce                                                              | siatkówka           |        |
| 2015 | Anita Włodarczyk                                                                                | lekkoatletyka       |        |
| 2015 | Czesław Cybulski                                                                                | lekkoatletyka       |        |
| 2015 | reprezentacja mężczyzn w piłce ręcznej                                                          | piłka ręczna        |        |
| 2016 | Anita Włodarczyk                                                                                | lekkoatletyka       |        |
| 2016 | Magdalena Fularczyk-Kozłowska                                                                   | wioślarstwo         |        |
| 2016 | Natalia Madaj                                                                                   | wioślarstwo         |        |
| 2016 | Krzysztof Kaliszewski                                                                           | lekkoatletyka       |        |
| 2016 | reprezentacja mężczyzn w piłce ręcznej                                                          | piłka ręczna        |        |
| 2017 | Agnieszka Skrzypulec                                                                            | żeglarstwo          |        |
| 2017 | Irmina Mrózek Gliszczynska                                                                      | żeglarstwo          |        |
| 2017 | Zdzisław Staniul                                                                                | żeglarstwo          |        |
| 2017 | reprezentacja mężczyzn w piłce nożnej                                                           | piłka nożna         |        |
| 2018 | Kamil Stoch                                                                                     | skoki narciarskie   |        |
| 2018 | Jakub Urban                                                                                     | wioślarstwo         |        |
| 2018 | reprezentacja mężczyzn w piłce siatkówce                                                        | siatkówka           |        |
| 2019 | Paweł Fajdek                                                                                    | lekka atletyka      |        |
| 2019 | Malwina Sobierajska                                                                             | lekka atletyka      |        |
| 2019 | czwórka bez sternika: Michał Szpakowski, Marcin Brzeziński, Mikołaj Burda i Mateusz Wilangowski | wioślarstwo         |        |
| 2020 | Iga Świątek                                                                                     | tenis               |        |
| 2020 | Robert Lewandowski                                                                              | piłka nożna         |        |
| 2020 | Piotr Sierzputowski                                                                             | tenis               |        |